# ОШ „Вук Караџић” Глоговац
ОШ „Вук Караџић” Глоговац, насељеном месту на територији града Јагодине, сматра се да је основана 1853. године.
Данас као матична школа, има осморазредно подручно одељење у Дубокој и четвороразредна подручна одељења у Дражмировцу, Малом Поповићу, Рајкинцу и Доброј Води.